# Mombaça
Mombaça là một đô thị thuộc bang Ceará, Brasil. Đô thị này có diện tích 2119,46 km², dân số năm 2007 là 43394 người, mật độ 20,47 người/km².